# Епископ бококоторски Доситеј
Доситеј Јовић (Дрниш, 4/16. октобар 1856 — Котор, 29. септембар/12. октобар 1910) је био епископ Српске православне цркве.

## Биографија
Епископ Доситеј рођен је 16. октобра 1856. године у Дрнишу, у Далмацији и крштен као Драгомир. Потиче из угледне дрнишке српске породице. Након основне школе у Дрнишу, матурирао је у Задарској вишој гимназији. Завршио је Задарску богословију 1875-1879. године са одличним успехом.
У чин ђакона рукоположио га је епископ далматински Стефан (Кнежевић) 25. јануара 1877, а за презвитера - јеромонаха на Божић 1878. године. Затим је две године 1878-1880. служио као економ у богословском интернату. Од почетка 1881. до почетка 1884. године службовао је као православни свештеник - администратор парохије у Кистањима. Позван је онда у Задар 1884. године, као помоћни известилац Конзисторије, где је постао председник, па архимандрит потпредседник 19. марта 1886. године. Након смрти епископа Стефана Кнежевића управљао је (1890) далматинском епархијом.
Такође је био референт, књиговођа и благајник више година при задарској Конзисторији. Касније се испоставило (када је већ био владика) да је проневерио преко 70.000 круна који су припадали Конзисторији, због чега је требало да одговара.
Предавао је као јеромонах на Задарској богословији. Био је носилац од 1896. године српског Ордена Св. Саве III реда, црногорског Ордена Даниловог III реда и аустријског Ордена гвоздене круне III реда. Била му је 1896. године понуђења митрополијска столица у Сарајеву, али је није прихватио.
Добио је од епископа Никодима Милаша 1905. године владичанску митру.
За епископа бококоторског посвећен је у грчком храму Свете Тројице у Бечу 21. новембра 1908. године. Посветили су га митрополит буковински Владимир (Репта) и епископ далматинско-истарски Никодим (Милаш), чланови Синода „вештачке“ српско-румунско-руске Буковинско-далматинске митрополије.
Живот је завршио трагично 12. октобра 1910. године. Због велике проневере новца, за време док је био благајник конзисторијални у Задру, владика се притиснут са свих страна, убио из пиштоља. Сахрањен је у порти манастира Савине код Херцег Новог.

## Галерија
- Гроб епископа бококоторског Доситеја у порти манастира Савине код Херцег Новог
- Епитаф на надгробном споменику